# How to Have Sex
How to Have Sex is een Brits-Griekse film uit 2023, geregisseerd en geschreven door Molly Manning Walker. De film is het regiedebuut van Manning Walker.

## Verhaal
Drie Britse tienermeisjes en vriendinnen Zara, Em en Skye trekken in de zomermaanden op vakantie naar Mallorca om er goed te feesten. Ze drinken, gaan uit en daten in wat de beste zomer van hun leven zou moeten worden.

## Rolverdeling
| Acteur            | Personage |
| ----------------- | --------- |
| Mia McKenna-Bruce | Tara      |
| Lara Peake        | Skye      |
| Shaun Thomas      | Badger    |
| Samuel Bottomley  | Paddy     |
| Eilidh Loan       | Fi        |
| Enva Lewis        | Em        |
| Laura Ambler      | Paige     |
| Daisy Jelley      | Gemma     |

## Productie
In oktober 2022 voegden Mia McKenna-Bruce, Lara Peake, Shaun Thomas, Samuel Bottomley, Enva Lewis en Laura Ambler zich bij de cast van de film, die het regiedebuut is van Molly Manning Walker van een scenario dat ze zelf schreef.

## Release en ontvangst
How to Have Sex ging op 19 mei 2023 in première op het Filmfestival van Cannes in de sectie Un certain regard en won de Prix Un certain regard. De film kreeg positieve kritieken van de filmcritici, met een score van 95% op Rotten Tomatoes, gebaseerd op 22 beoordelingen.

## Prijzen en nominaties
De belangrijkste:
| Jaar | Prijs                       | Categorie                                                             | Genomineerde(n)                       | Uitslag     |
| ---- | --------------------------- | --------------------------------------------------------------------- | ------------------------------------- | ----------- |
| 2024 | British Academy Film Awards | Uitzonderlijk debuut van een Britse schrijver, regisseur of producent | Molly Manning Walker                  | Genomineerd |
| 2024 | British Academy Film Awards | Uitzonderlijke Britse film                                            | Uitzonderlijke Britse film            | Genomineerd |
| 2024 | British Academy Film Awards | Beste casting                                                         | Isabella Odoffin                      | Genomineerd |
| 2023 | Filmfestival van Cannes     | Prix Un certain regard                                                | Molly Manning Walker                  | Gewonnen    |
| 2023 | Europese Filmprijzen        | Beste debuutfilm                                                      | Molly Manning Walker                  | Gewonnen    |
| 2023 | Europese Filmprijzen        | Beste actrice                                                         | Mia McKenna-Bruce                     | Genomineerd |
| 2023 | Europese Filmprijzen        | European University Film Award (EUFA)                                 | European University Film Award (EUFA) | Genomineerd |